# Qəzvinoba
Qəzvinoba è un comune dell'Azerbaigian situato nel distretto di Masallı. Conta una popolazione di 1 070 abitanti.